# Domenico Sanguigni
Domenico Sanguigni (Terracina, 27 giugno 1809 – Roma, 20 novembre 1882) è stato un cardinale e arcivescovo cattolico italiano.

## Biografia
Nacque a Terracina il 27 giugno 1809.
Papa Leone XIII lo elevò al rango di cardinale nel concistoro del 19 settembre 1879.
Morì il 20 novembre 1882 all'età di 73 anni.

## Genealogia episcopale
La genealogia episcopale è:
- Cardinale Scipione Rebiba
- Cardinale Giulio Antonio Santori
- Cardinale Girolamo Bernerio, O.P.
- Arcivescovo Galeazzo Sanvitale
- Cardinale Ludovico Ludovisi
- Cardinale Luigi Caetani
- Cardinale Ulderico Carpegna
- Cardinale Paluzzo Paluzzi Altieri degli Albertoni
- Papa Benedetto XIII
- Papa Benedetto XIV
- Cardinale Enrico Enriquez
- Arcivescovo Manuel Quintano Bonifaz
- Cardinale Buenaventura Córdoba Espinosa de la Cerda
- Cardinale Giuseppe Maria Doria Pamphilj
- Papa Pio VIII
- Papa Pio IX
- Cardinale Alessandro Franchi
- Cardinale Domenico Sanguigni